# Abdulai Osman Conteh

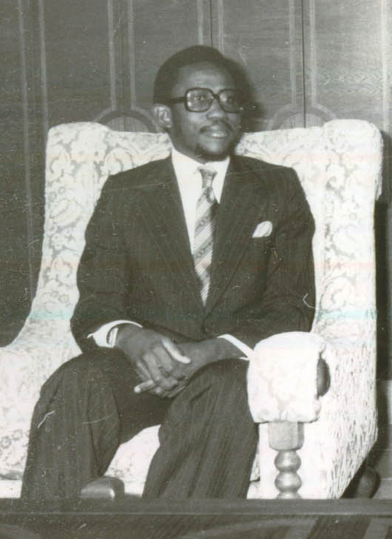
Conteh (1978)

Abdulai Osman Conteh (* 5. August 1945 in Rogbere, Kolonie und Protektorat Sierra Leone) ist ein sierra-leonischer Rechtsanwalt und Politiker. Er war Anfang der 1990er Jahre Vizestaatspräsident Sierra Leones und Anfang der 2000er Jahre Chief Justice von Belize.
Conteh ist mit Radia Labi Conteh verheiratet. Sie haben sechs Kinder.

## Lebensweg

### Frühes Leben und Bildung
Conteh wurde in eine Susu-Familie hineingeboren. Er wuchs zum Großteil in Freetown uf und besuchte dort die Albert Academy sowie anschließend das Fourah Bay College. In den Folgejahren studierte Conteh vor allem im Vereinigten Königreich, wo er die Abschlüsse Ph. D. (1974 am King’s College Cambridge), LL. B. (1971 am King’s College), LL. M. (1971 an der London University), LLB (1969 am King’s College London) erhielt.

## Politische Laufbahn
Conteh war Mitglied des All People’s Congress (APC). Er war von 1977 bis 1984 Außenminister und anschließend für zwei Jahre Finanzminister. Es folgten Anstellungen als Attorney-General und von 1987 bis 1991 Justizminister sowie von 1991 bis 1992 als 1. Vizestaatspräsident sowie als Minister für Lokalverwaltung.

## Rechtswissenschaften
Im Januar 2000 wurde Conteh zum Chief Justice am Belize Supreme Court ernannt und hielt diese höchste Richterperson des mittelamerikanischen Landes bis 2010. 2008 wurde Conteh zudem als Richter an das Berufungsgericht der Cayman Islands berufen. Von 2010 bis 2015 besetzte er die gleiche Position auf den Bahamas.